# Abdulkadir Kalender

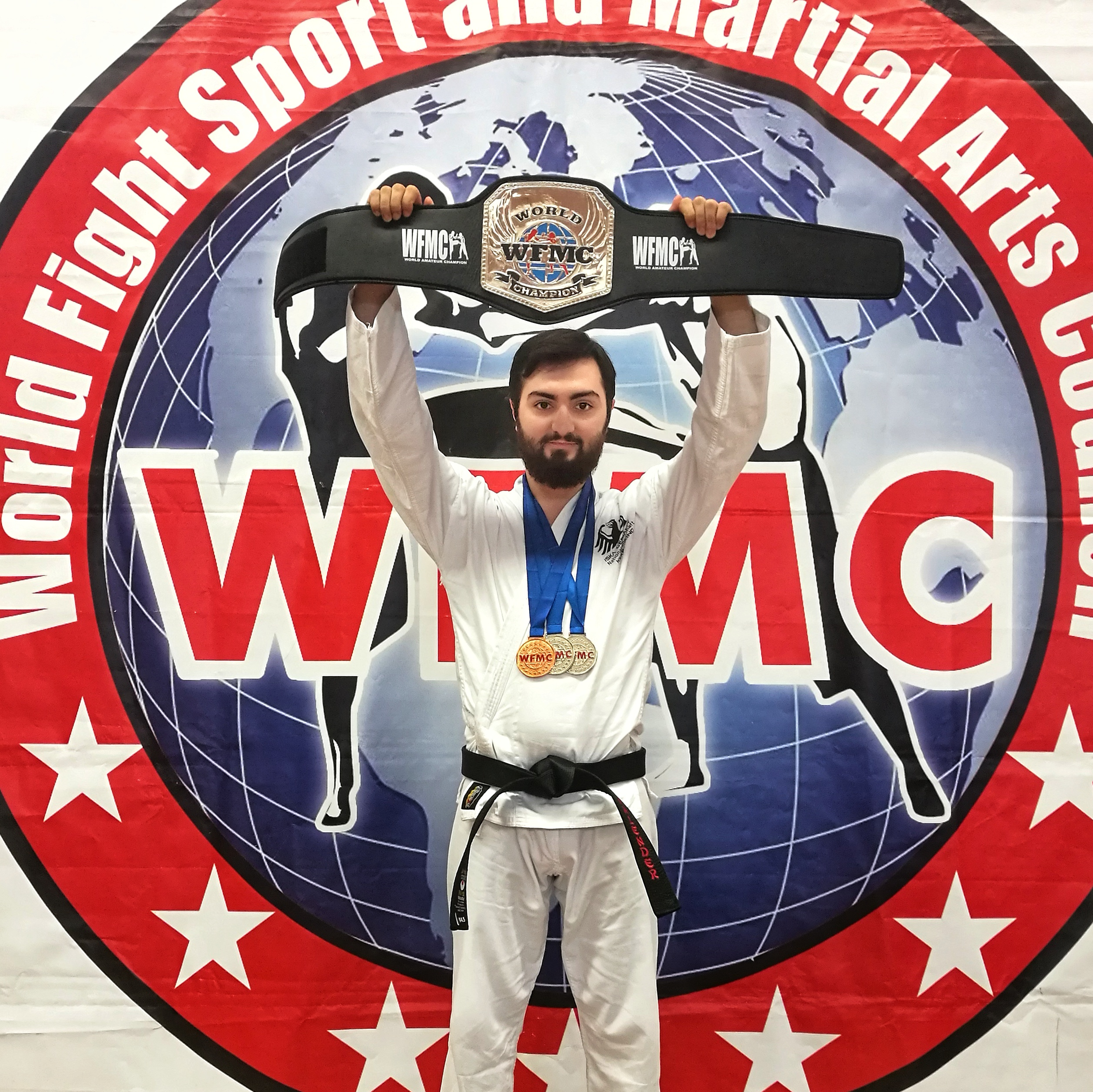
Abdulkadir Kalender mit dem WMFC-WM-Gürtel von 2017

Abdulkadir Kalender  ist ein deutscher Karate-Weltmeister (WFMC) und der Vize-Bundestrainer Deutschlands (ISKA).
2017 war er im WKU-Deutschland-Ranking auf Platz 1 im Formenbereich. Zurzeit ist er aktiver (National-)Sportler und (Bundes-)Trainer bei der Sportvereinigung Polizei Hamburg. Seine Trainer sind Michael Öruc (Bundestrainer), Harald Stöhr und Hans Kautz.